# Volker Großkopf

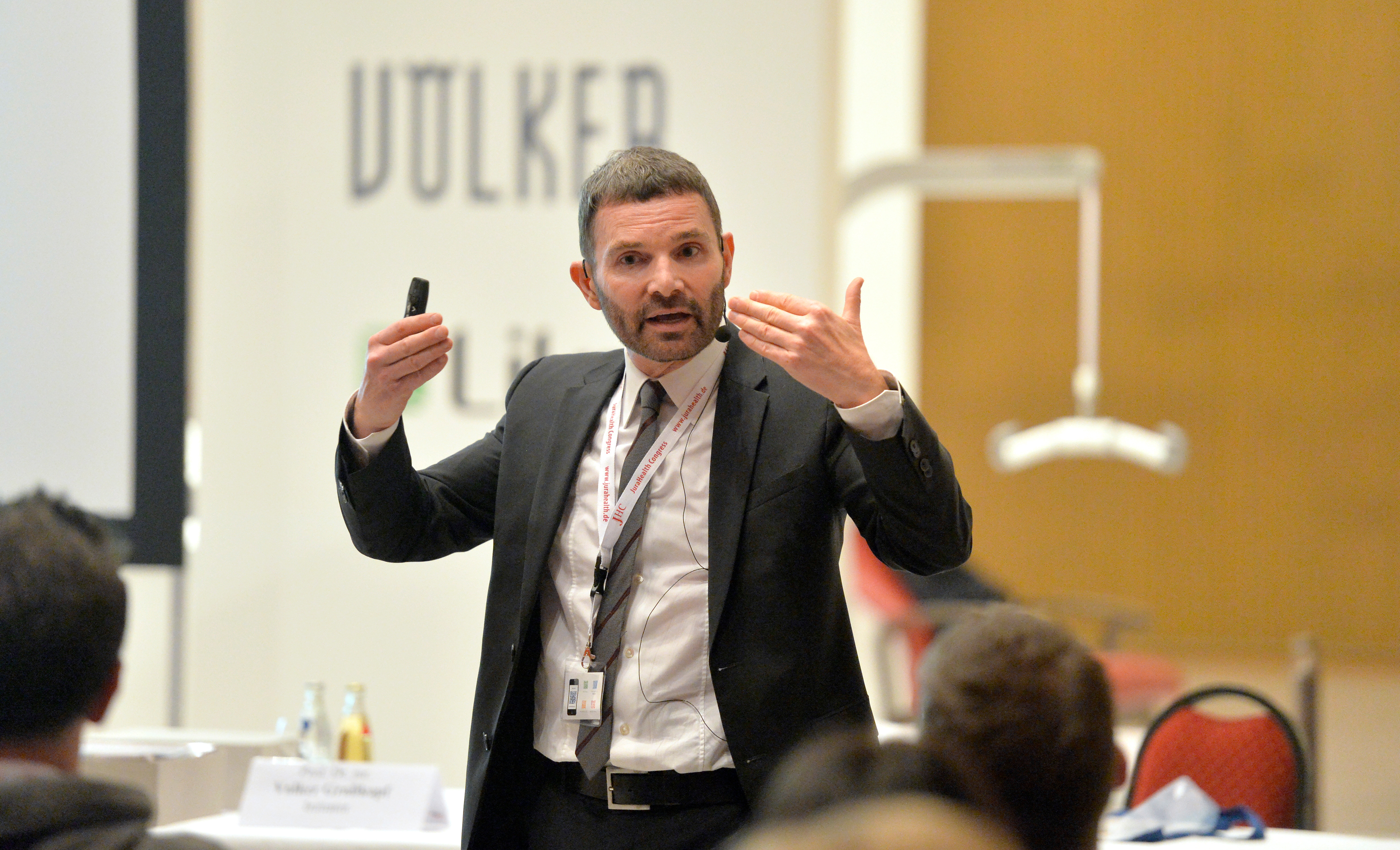
Volker Großkopf (bei einem Vortrag)

Volker Großkopf (* 1961 in Koblenz) ist ein deutscher Rechtswissenschaftler und Professor an der Katholischen Hochschule NRW.

## Biografie
Volker Großkopf ist in Boppard aufgewachsen. Nach dem Abitur 1981 studierte er Rechtswissenschaften an der Rheinischen Friedrich-Wilhelms-Universität in Bonn. Die beiden juristischen Staatsexamina legte er in den Jahren 1989 und 1993 ab. Dazwischen vollzog er in Aachen den juristischen Vorbereitungsdienst und übte Tätigkeiten für den damals noch in Bonn ansässigen Deutschen Bundestag aus.
Der berufliche Werdegang Großkopfs war zunächst wesentlich durch die Leitung der Abteilung Interconnection Contracting für die E-Plus Mobilfunk GmbH bestimmt. 1998 promovierte Großkopf zum Doktor der Rechte („Doctor juris“) an der TU Chemnitz mit der von Ludwig Gramlich betreuten Arbeit Die Vertragsfreiheit nicht-marktbeherrschender Unternehmen bei der Netzzusammenschaltung.
Parallel dazu wandte er sich zunehmend dem Gesundheitsrecht zu. Dabei war es ein frühes Anliegen Großkopfs, die speziellen Rechtsproblematiken des Gesundheitswesens, wie z. B. die Frage der Patientenautonomie, das Arzthaftungsrecht und die Sterbehilfe, auch dem Nicht-Juristen verständlich zu machen. 2000 veröffentlichte Großkopf (zusammen mit Hubert Klein) sein erstes Lehrbuch Krankenpflege und Recht. Im Folgejahr trat er die Professur für Rechtswissenschaften im Fachbereich Gesundheitswesen an der Katholischen Hochschule NRW, Abteilung Köln, an. Im September 2005 übernahm er das Amt des Dekans, ab 2007 das des Prodekans des Fachbereiches Gesundheitswesen. Seit 1. September 2011 ist Großkopf Vorsitzender des Prüfungsausschusses des Fachbereiches Gesundheitswesen der Katholischen Hochschule NRW.
Volker Großkopf ist seit 2003 Herausgeber der gesundheitsrechtlichen Fachzeitschrift Rechtsdepesche für das Gesundheitswesen. 
Im Rahmen eines 2015/2016 durchgeführten Forschungssemesters entwickelte Großkopf für die von der Hochschule genutzte ILIAS-Lernplattform ein Blended-Learning-Konzept, das sich mit der Problemstellung von freiheitsentziehende Maßnahmen im Rahmen der Sturzprävention bei demenziell erkrankten Menschen auseinandersetzt. Ein Großteil des Konzepts basiert auf einen eigens angefertigten Lehrfilm, der später auch auf der Plattform YouTube publiziert wurde. Das Lernkonzept wurde mit der Aufnahme in das von Bernhard Bergmans vom Institut für Rechtsdidaktik und -pädagogik der Westfälischen Hochschule (WH) herausgegebene Jahrbuch der Rechtsdidaktik 2017 ausgezeichnet.

## Forschungsschwerpunkte
Großkopf benennt die arbeitsrechtliche Sondersituation des Pflegepersonals sowie haftungsrechtliche Problemstellungen der Pflegenden in straf- und zivilrechtlicher Hinsicht als seine Forschungsschwerpunkte.

## Werk (Auszug)
- Kompaktwissen Haftpflichtrecht. Die Vertragshaftung in der Pflege. Kölner Schriften für das Gesundheitswesen, Band 4. 2. Auflage. G&S Verlag Gbr, Köln 2019, ISBN 978-3-00060796-7 (in Druck).
- Juristische Aspekte der Service- und Patientenorientierung. In: Andrea Fischer (Hrsg.): Servicequalität und Patientenzufriedenheit im Krankenhaus. MWV, Berlin 2015, ISBN 978-3-95466138-1, S. 165–176.
- Rechtliche Aspekte der Pflege von Menschen mit Diabetes. In: Katja Hodeck, Anke Bahrmann (Hrsg.): Pflegewissen Diabetes. Springer, Berlin 2014, ISBN 978-3-64238408-0, S. 332–339.
- Recht in Medizin und Pflege (mit Hubert Klein). 4. Auflage. Spitta Verlag, Balingen 2012, ISBN 978-3-94196412-9.
- Haftung in der Pflege. In: Frank Wenzel (Hrsg.): Der Arzthaftungsprozess. Luchterhand, 2012, ISBN 978-3-47207820-3, S. 843–893.
- Haftungsrisiko „Dekubitus“ – Vermeidung der Inanspruchnahme durch strategische Interventionen. In: Gerhard Schröder, Jan Kottner (Hrsg.): Dekubitus und Dekubitusprophylaxe. Hans Huber, Bern 2012, ISBN 978-3-45685031-3, S. 231–246.
- Arbeitsrechtlicher Leitfaden für das Gesundheitswesen (mit Michael Schanz). 2. Auflage. Spitta Verlag, Balingen 2011, ISBN 978-3-94196411-2.
- Vorschriften und Gesetze für das Gesundheitswesen. 2. Auflage. Spitta Verlag, Balingen 2010, ISBN 978-3-94196413-6.
- Praxiswissen Krankenpflegerecht. 1. Auflage. Verlag C.H. Beck, München 2010, ISBN 978-3-40658050-5.
- Sterbehilfe – Spannungsfeld zwischen Menschwürde und strafrechtlicher Verantwortung. In: Helga Kirchner, Wilhelm Kirchner (Hrsg.): Professionelles Management im Krankenhaus – Erste Hilfe für leitende Ärztinnen und Ärzte. Georg Thieme, Stuttgart 2009 S. 298–301.
- Arbeitsrecht in der Pflege (mit Michael Schanz). In: Andrea Kerres, Bernd Seeberger, Bernd Mühlbauer [Hrsg.]: Lehrbuch Pflegemanagement III. Springer, Berlin 2003, ISBN 978-3-54044331-5, S. 101–140.
- Das Krankenhaus als GmbH (mit Klaus Ritgen). In: Andrea Kerres, Bernd Seeberger (Hrsg.): Lehrbuch Pflegemanagement II. Springer, Berlin 2001, ISBN 978-3-54041311-0, S. 333–350.